# Temptina
La temptina (en inglés, temptin protein), es una proteína que actúa como feromona en el molusco gasterópodo marino Aplysia californica. Es una proteína abundante que se sintetiza en la glándula del albumen, y se libera en los cordones de huevos durante la oviposición, junto con otras proteínas: atractina y enticina (en inglés, attractin y enticin). Juntas, conforman un complejo de proteínas solubles en agua que actúan en conjunto atrayendo parejas para la reproducción e inducir el desove

## Historia
La temptina fue descripta por primera vez en el año 2004 en el gasterópodo marino Aplysia californica. En 2017 se extendió el conocimiento de la temptina como señal química al molusco gastrópodo Biomphalaria glabrata, de agua dulce. En el 2019 se reporta como una proteína presente en los huevos aéreos de los moluscos gasterópodos de agua dulce Pomacea canaliculata y Pomacea maculata. En el 2021 un estudio del gen de la temptina sugiere que es propio de todos los Lophotrocozoa, y que está presente en todos los moluscos, excepto en los cefalópodos.

## Estructura
El gen que codifica para la temptina es propia del clado Lophotrocozoa. La temptina de Aplysia californica tiene homología de secuencia con dominios similares al factor de crecimiento epidérmico (EGF) de organismos superiores que median el contacto de la superficie de la proteína con la célula durante la fertilización y la coagulación de la sangre. La proteína presenta dos puentes disulfuro que podrían estabilizarla de la proteólisis del medio extracelular donde es liberada, y un posible sitio de unión a calcio. En la estructura secundaria predomina la hoja plegada β.

## Funciones
Además de su función de feromona, en el bivalvo dulceacuícola Hyriopsis cumingii la proteína se expresa en el manto y participa en la biomineralización de la concha. Mediante silenciamiento de genes se pudo demostrar que su ausencia altera la estructura biomineral de la concha.